# Навіть боги
«Навіть боги» (англ. The Gods Themselves) — науково-фантастичний роман американського письменника Айзека Азімова, уперше вийшов друком 1972 року. Роман складається із трьох частин, назви яких, при озвученні одної за другою, складають висловлювання Шиллера «Проти дурості навіть боги безсилі боротися». «Навіть боги» визнано літературними критиками та читачами шедевром опису психології можливих позаземних цивілізацій.

## Короткий зміст твору
У романі описується контакт людства з расою тристатевих істот — пестун, раціонал та емоціональ — котрі знаходяться у паралельному всесвіті, фізичні закони якого значно відрізняються від існуючих у Всесвіті. Зокрема, сильна взаємодія у паралельному Всесвіті набагато сильніша, завдяки чому там є можливим існування ізотопів, котрі у Всесвіті є надзвичайно нестабільними.

### Перша частина. Проти дурості
У творі описується процес обміну стабільного вольфраму-186 на нестабільний плутоній-186, у обидвох Всесвітах ці ізотопи нестабільні. Плутоній-186 у людському Всесвіті випромінює 20 позитронів та перетворюється у стабільний вольфрам, в паралельному Всесвіті вольфрам-186 випромінює 20 електронів та перетворюється у стабільний плутоній. Ці перетворення супроводжуються вивільненням енергії. Цей процес стає основою «Міжвсесвітнього Електронного Насоса» — власне невичерпного джерела енергії як для людства, так і для жителів іншого Всесвіту. Радіохімік Фредерік Хеллем, головний ідеолог Електронного Насоса, котрий випадково виявив процес обміну матерії між Всесвітами, купається у променях своєї слави, не доклавши до цього ніяких зусиль. Наукове обґрунтування цього процесу зробили учені зі всього світу, практичну реалізацію «Насоса» — мешканці паралельного Всесвіту, надіславши детальні схеми побудови Насоса.
Проте опоненти міжвсесвітнього перекидання енергії вважають, що такий процес є небезпечним для існування Всесвіту — через посилення ядерної взаємодії зростає небезпека вибуху Сонця та загибелі усього людства. Один з опонентів, Пітер Ламонт, аби дістати докази, намагається якось зв'язатися із мешканцями паралельного Всесвіту, та досягає у цьому певних успіхів. Мешканці паралельного Всесвіту знають про існування цієї проблеми, однак самі не можуть зупинити процес перекидання енергії.

### Друга частина. Навіть боги
Друга частина роману описує суспільство паралельного Всесвіту та устрій їх суспільства. Головними діючими особами є одна із тріад цієї цивілізації — Ун, Дуа і Трітт, описується психологія цих таємничих неорганічних створінь, їх тристатевий шлюб. Ун — раціонал, інтелектуал-учений, емоціональ Дуа — «прозоро-прекрасна», в дитинстві та юності її засуджують та переслідують через надзвичайно високий (для істот її виду) рівень інтелекту та вельми розвинену цікавість. Пестун Трітт — консерватор, особливими розумовими здібностями не вирізняється, проте здатний на несподівані та неоднозначні вчинки — до прикладу, крадіжки «поживної кулі»-акумулятора, та обман заради цілі, яку він вважав найважливішою — народження останньої дитини, дочки Дероли.
Істоти паралельного Всесвіту існують в двох формах — «М'які» і «Жорсткі». Жорсткі є чимось подібними на людей гуманоїдами. М'які — примарні, спілкуються телепатично, у дитинстві та юності можуть вільно проникати через тверді предмети та навіть «змішуватися» один з одним, однак цю звичку в їх культурі не схвалюють. Харчуються за рахунок безпосереднього поглинання енергії своєї гаснучої зірки.
Тріада — шлюб М'яких, відповідник статевого контакту — синтез, котрий може тривати кілька днів, при синтезі троє перемішують свою речовину та отримують чуттєву насолоду, після того — амнезія на весь часовий відтинок синтезу.
Емоціональ забезпечує в тріаді енергію, яка необхідна для відбрунькування дітей. Проте Дуа опирається народженню дочки, остерігаючись, що це зробить неминучим перехід (як вона вважає — смерть). Дуа знаходить пластини, які відіслав Ламонт, вивчає нанесені на них мітки. Дуа написи не розуміє, однак уловлює відчай і страх Ламонта при написанні, контактує з Пітером, після того приймає рішення вступити у боротьбу із Жорсткими. Як може, так намагається Дуа, у відчаї метається та ледь не гине, намагаючись зупинити жорстокі плани нового Жорсткого Естуолда. Він свідомо намагається викликати вибух Сонця, аби прикутим до гаснучого свого світила жителям паралельного Всесвіту завдяки цьому вистачило на довгий час енергії. Дуа, вважаючи Естуолда втіленням холодної жорстокості та самолюбства, здатного знищити іншу цивілізацію, відсилає на пластині послання відчаю Ламонту, благаючи його зупинити «земну частину» Електронного Насоса.
Лише в останні миті свого існування як емоціоналі Дуа дізнається, що перехід — не смерть, а тріада мусить злитися для появи нового Жорсткого, і сама вона є частиною такого ненависного Естуолда.

### Третя частина. Безсилі боротися?
В третій частині роману оповідається про колонії на Місяці, наукові та політичні суперечності колоністів із земною адміністрацією. Бенджамін Денісон, колишній радіохімік, прибуває на Місяць приблизно через 20 років після початку роботи Електронного Насоса для перевірки теорії Пітера Ламонта. На Землі він позбувся будь-яких надій на роботу — батько «Насоса» був ворожим до нього через успіхи. Один з керівників місячних фізиків, Беррон Невіл, показує Денісону деякі прилади, у тому числі оригінальну розробку — піонотрон. Цей прилад може змінювати масу часток та робить їх частиною іншого Всесвіту. З допомогою цивільної жінки Невілла — Селени Ліндстрем — Денісон підтверджує гіпотезу про небезпечність насоса та знаходить вирішення проблеми — відкрив процес, котрий буде компенсувати посилення ядерної взаємодії, викликане Електронним Насосом.
Денісон міркує, що існує безмежна кількість паралельних всесвітів, у тому числі «антипаравсесвітів» — світів, що існують у стані «космічного яйця» — єдиного тіла, яке включає у собі всю речовину Всесвіту. Радіохімік пропонує використовувати «односпрямоване протікання» речовини в такі Всесвіти, на Місяці збираються збудувати установки, які б давали енергію та компенсуючу дію Насосів на Землі. Згідно розрахунків Денісона в далекому майбутньому наслідком таких дій може відбутися Великий вибух речовини «Антипаравсесвіту» та виникнення на його місці «звичайного» Всесвіту.

## Відзнаки
- роман «Самі боги» отримав премію Неб'юла 1972 року
- премію Г'юго 1973 року
- премію Локус 1973 року в номінації «за найкращий роман»